# Lijst van voetbalinterlands Bhutan - Sri Lanka (vrouwen)
Deze lijst van voetbalinterlands is een overzicht van alle officiële voetbalinterlands tussen de nationale vrouwenteams van Bhutan en Sri Lanka. De landen hebben tot nu toe acht keer tegen elkaar gespeeld.

## Wedstrijden
| № | Plaats      | Datum            | Competitie                        | Wedstrijd          | Uitslag |
| - | ----------- | ---------------- | --------------------------------- | ------------------ | ------- |
| 1 | Cox's Bazar | 17 december 2010 | Zuid-Aziatisch kampioenschap 2010 | Bhutan − Sri Lanka | 1 − 1   |
| 2 | Colombo     | 7 september 2012 | Zuid-Aziatisch kampioenschap 2012 | Bhutan − Sri Lanka | 0 − 4   |
| 3 | Islamabad   | 14 november 2014 | Zuid-Aziatisch kampioenschap 2014 | Sri Lanka − Bhutan | 3 − 0   |
| 4 | Siliguri    | 28 december 2016 | Zuid-Aziatisch kampioenschap 2016 | Bhutan − Sri Lanka | 0 − 2   |
| 5 | Thimphu     | 23 juli 2019     | Vriendschappelijk                 | Bhutan − Sri Lanka | 0 − 1   |
| 6 | Thimphu     | 26 juli 2019     | Vriendschappelijk                 | Bhutan − Sri Lanka | 1 − 0   |
| 7 | Kathmandu   | 9 september 2022 | Zuid-Aziatisch kampioenschap 2022 | Sri Lanka − Bhutan | 0 − 5   |
| 8 | Kathmandu   | 21 oktober 2024  | Zuid-Aziatisch kampioenschap 2024 | Bhutan − Sri Lanka | 4 − 1   |

## Samenvatting
| Competitie                   | Totaal gespeeld | Winst Bhutan | Gelijk | Winst Sri Lanka | Doelsaldo Bhutan – Sri Lanka |
| ---------------------------- | --------------- | ------------ | ------ | --------------- | ---------------------------- |
| Zuid-Aziatisch kampioenschap | 6               | 2            | 1      | 3               | 10 − 11                      |
| Vriendschappelijk            | 2               | 1            | 0      | 1               | 1 − 1                        |
| Totaal                       | 8               | 3            | 1      | 4               | 11 − 12                      |